# Hypokopelates azurea
Hypokopelates azurea är en fjärilsart som beskrevs av Henry Stempffer 1964. Hypokopelates azurea ingår i släktet Hypokopelates och familjen juvelvingar. Inga underarter finns listade i Catalogue of Life.